# Norsk filosofi
Norsk filosofi er filosofi fra Norge. Den norske filosofi hører til den vestlige filosofi.

## Historie
Jens Kraft var en norskfødt filosof og matematiker, der levede i 1700-tallet. Han udgav en række efter den tids målestok gode lærebøger i Logik (1751), Ontologi (1751), Kosmologi (1752), Psykologi (1752) og Naturlig Theologi (1753). De 4 sidste har fællestitelen Metafysik og stempler således forfatteren som en tilhænger af Christian Wolff, hvis forelæsninger han havde hørt i Halle; dog røber han en vis selvstændighed og er i modsætning til sin mester en ivrig tilhænger af Isaac Newton. 1760 udgav han Kort Fortælning af de vilde Folks fornemmeste Indretninger, Skikke og Meninger, en Slags filosofisk antropologi, som vakte en ikke ringe opsigt og blev oversat på tysk.
Efter at Norge blev selvstændigt, var Hans Henrik Jæger en norsk forfatter, filosof og anarkistisk politisk aktivist, som var en del af Kristianiabohêmerne i det 19. århundrede. Han blev sigtet for bogen Fra Kristiania-Bohêmen og idømt 60 dages fængsel i 1886. Han og de andre bohemer forsøgte at leve efter "de 9 bud", som han havde formuleret i bogen Fra Kristiania-Bohêmen.
I det 20. århundrede har Stein Rokkan været vigtig. Han var professor i komparativ politik ved Universitetet i Bergen. Oprindelig uddannet i filosofi samarbejdede Rokkan i 1940'erne og 1950'erne med Arne Næss som sin forskningsassistent. Senere vendte hans interesser sig mod især dannelsen af politiske partier og europæiskenationalstater. Rokkan er skaberen af en serie af modeller for dannelsen af stater og nationer i Europa.
Arne Næss var en norsk filosof og miljøforkæmper, som i perioden fra 1939 til 1970 var professor ved universitetet i Oslo. Han betragtes som grundlæggeren af dybdeøkologien og den såkaldte Oslo-skole. Desuden har hans lærebøger i logik, inferensog filosofihistorie bidraget til at give filosofien en central position i det akademiske og intellektuelle liv i efterkrigstiden i Norge.
Forfatteren Jostein Gaarder udgav i 1991 bogen Sofies verden. Den er en ungdomsroman om filosofiens historie, der er oversat til dansk og er blevet en af de mest solgte bøger om filosofi nogensinde.
Lars Fr. Svendsen er en nyere norsk filosof og forfatter. Han arbejder som professor ved det filosofiske institut i Bergen og som klummeskriver ved avisen Aftenposten. Lars Fr. H. Svendsens har skrevet en afhandling om Immanuel Kant og har desuden beskæftiget sig indgående med fx Martin Heidegger, men han er i offentligheden især kendt for sine essayistiske bøger om fænomener som kedsomhed, ondskab, kunst, mode og frygt. Det store gennembrud kom i 1999 med bogen Kjedsomhetens filosofi, som er oversat til flere end 20 sprog, herunder dansk.
Anders Lindseth fra Høgskolen i Bodø i Norge etablerede i 1990 en filosofisk praksis i Tromsø, og som professor i praktisk filosofi har han udgivet flere bøger om emnet filosofisk rådgivning på blandt andet tysk. Han blev i 1997 fulgt op af Helge Svarre og Henning Herrestad, og siden har den filosofiske rådgivning bredt sig til hele Norge.